# 開羅地鐵2號線
開羅地鐵2號線（阿拉伯语：‎）是開羅地鐵的第二條路線。

## 歷史
2号线首通段于1996年10月开通，此后南端不断延长，1999年4月延长至開羅大學，2000年10月延長至吉薩，2005年1月延長至穆尼布。
2号线现时全長21.5（13英里），設有20個車站，全程需时38分钟，高峰时段2.45分钟/班，平峰时段6分钟/班。全线只有北段的舒卜拉海邁附近存在高架段，大部分线路位于钻挖隧道内，并在薩達特站附近以直径8.35米的隧道下穿尼羅河，使得2号线成为世界上第一條下穿尼羅河的地鐵路線。
2號線的信号系统在2005年由阿尔卡特提供，列车包括6000系和新6000系两种，均由近畿车辆制造车体，以3M1T为一个动力单元编号，编号使用阿拉伯语标注在列车两端。新6000系与3号线7000系列车系同一笔订单，两种列车仅在涂装上有差异。
| 型式     | 制造时间  | 编号                  | 数量 | 空调装置 | 结构        | 牵引逆变器（东芝制）                     |
| -------- | --------- | --------------------- | ---- | -------- | ----------- | ---------------------------------------- |
| 6000系   | 1996~1999 | 6001-6002 ~ 6069-6070 | 35   | ×        | 4M2T → 6M2T | SVF017-A0 （页面存档备份，存于）（GTO）  |
| 新6000系 | 2010~2012 | 6071-6072 ~ 6077-6078 | 4    | ✓        | 6M2T        | SVF017-B0 （页面存档备份，存于）（IGBT） |

在2011年埃及革命後，「穆巴拉克」站改名為「烈士」站。

## 連接

### 其他地鐵路線
2號線可在肖哈達和薩達特站轉乘1號線，在阿塔巴站轉乘3號線。

### 其他形式交通
肖哈達站位於拉美西斯車站旁邊，可轉乘埃及國家鐵路的長途列車。
大開羅電車也在许多2號線車站的附近停靠（開羅交通管理局营运和私人营运的小型巴士服務亦然）。
与開羅國際機場的連結預計在3號線五期工程通車後实现。